# Oxytropis bracteata
Oxytropis bracteata är en ärtväxtart som beskrevs av Nina Alexandrovna Basilevskaja. Oxytropis bracteata ingår i släktet klovedlar, och familjen ärtväxter. Inga underarter finns listade i Catalogue of Life.